# Río Quinault
El río Quinault es un río de 111 kilómetros de largo. Fluye en la Península Olímpica en el estado de Washington.

## Toponimia
El río lleva el nombre de los indios, que vivían en su curso bajo, los cuales se llaman Quinault.

## Curso
Se origina en lo profundo de las Montañas Olímpicas en el Parque Nacional Olympic. Para ser más precisos, fluye desde la vertiente surdel monte Anderson en el condado Jefferson. De allí fluye hacia el suroeste a través del Valle Encantado. A unos pocos kilómetros por encima del lago Quinault se une a su principal río de origen, el río North Fork Quinault.
El río Quinault se conoce propiamente dicho a veces  como el río East Fork Quinault sobre esta confluencia. Debajo de esta confluencia, el río marca el límite del Parque Nacional Olympic durante varios kilómetros antes de desembocar en el lago Quinault. El río Quinault fluye luego hacia el suroeste hasta llegar al Pacífico en Taholah.